# Moreras
Moreras es un barrio de la ciudad española de Córdoba, perteneciente al distrito Noroeste. Está situado en zona centro-este del distrito. Limita al norte con el barrio de Arruzafilla; al este, con el barrio de Huerta de la Reina; y al sur y al oeste, con el barrio de Las Margaritas. Es también el lugar más pobre de España con un 50 por ciento de población en el paro.

## Lugares de interés
- Jardines de las Moreras
- Carrefour la Sierra